# Bonnie Langford
Bonita Melody Lysette „Bonnie” Langford (ur. 22 lipca 1964 w Surrey) – brytyjska aktorka filmowa, telewizyjna i teatralna, a także tancerka i piosenkarka.
Langford znana jest przede wszystkim z roli Mel Bush w brytyjskim serialu science-fiction pt. Doktor Who. Rolę tę odgrywała w 1986-1987, występując łącznie w 20 odcinkach. Dodatkowo w 1993 roku wystąpiła charytatywnie w specjalnej historii na 30-lecie serialu, pt. Dimensions in Time. Od 2000 roku występuje w słuchowiskach produkcji Big Finish związanych z Doktorem Who.
Aktorka wystąpiła w 2006 roku w 1. edycji programu Dancing on Ice (brytyjski odpowiednik Gwiazdy tańczą na lodzie). Wraz ze swoim programowym partnerem, Mattem Eversem zajęła 3. miejsce. Langford powróciła do programu w 2014 w specjalnej 9. edycji. Wówczas wraz z Andreiem Lipanovem 8. miejsce.
Od 2015 roku Bonnie Langford występuje w brytyjskiej operze mydlanej pt. EastEnders. Gra tam rolę Carmel Kazemi.

## Filmografia

### Filmy
| Rok  | Nazwa filmu   | Rola           | Uwagi                |
| ---- | ------------- | -------------- | -------------------- |
| 1976 | Bugsy Malone  | Lena Marelli   | jako Bonita Langford |
| 1977 | Wombling Free | Kim Frogmorton |                      |

### Seriale
| Rok             | Nazwa serialu                 | Rola                  | Uwagi                            |
| --------------- | ----------------------------- | --------------------- | -------------------------------- |
| 1977-1978       | Just William                  | Violet Elizabeth Bott | 27 odcinków                      |
| 1983-1984       | The Hot Shoe Show             | tancerka              | 11 odcinków                      |
| 1986-1987; 1993 | Doktor Who                    | Mel Bush              | 21 odcinków                      |
| 1991            | Tonight at 8.30               | Emily                 | odc. "Family Album"              |
| 1999            | Goodnight Sweetheart          | Nancy Potter          | odc. "How I Won the War"         |
| 2006            | Agatha Christie: Panna Marple | Betty Johnson         | odc. "Dom niespokojnej starości" |
| 2008            | Hotel Babylon                 | Scarlett Senior       | 1 odcinek                        |
| 2015-nadal      | EastEnders                    | Carmel Kazemi         | 40 odcinków                      |